# Aaron Rochin
 Aaron Rochin est un ingénieur du son américain.

## Filmographie (sélection)
- 1967 : Les Douze Salopards (The Dirty Dozen) de Robert Aldrich
- 1974 : Il était une fois Hollywood (That's Entertainment!) de Jack Haley Jr.
- 1975 : Le Lion et le Vent (The Wind and the Lion) de John Milius
- 1976 : L'Âge de cristal (Logan's Run) de Michael Anderson
- 1976 : King Kong de John Guillermin
- 1976 : Hollywood, Hollywood (That's Entertainment, Part II) de Gene Kelly
- 1977 : Un espion de trop (Telefon) de Don Siegel
- 1978 : Voyage au bout de l'enfer (The Deer Hunter) de Michael Cimino
- 1978 : Morts suspectes (Coma) de Michael Crichton
- 1979 : Meteor (film) de Ronald Neame
- 1979 : Le Champion (The Champ) de Franco Zeffirelli
- 1980 : Fame (film, 1980) d'Alan Parker
- 1983 : Sahara d'Andrew V. McLaglen
- 1983 : Yentl de Barbra Streisand
- 1983 : Wargames de John Badham
- 1984 : 2010 : L'Année du premier contact (2010) de Peter Hyams
- 1985 : Rocky 4 (Rocky IV) de Sylvester Stallone
- 1985 : Nom de code: émeraude (Code Name: Emerald) de Jonathan Sanger (en)
- 1986 : 9 semaines 1/2 (Nine ½ Weeks) d'Adrian Lyne
- 1987 : Balance maman hors du train (Throw Momma from the Train) de Danny DeVito
- 1987 : RoboCop de Paul Verhoeven
- 1987 : Over the Top : Le Bras de fer (Over the Top) de Menahem Golan
- 1989 : Le Cercle des poètes disparus (Dead Poets Society) de Peter Weir
- 1990 : Total Recall de Paul Verhoeven
- 1992 : Basic Instinct de Paul Verhoeven

## Distinctions
- Oscar du meilleur mixage de son

### Récompenses
- en 1979 pour Voyage au bout de l'enfer

### Nominations
- en 1976 pour Le Lion et le Vent
- en 1977 pour King Kong
- en 1980 pour Meteor
- en 1981 pour Fame
- en 1984 pour Wargames
- en 1985 pour 2010 : L'Année du premier contact
- en 1988 pour RoboCop
- en 1991 pour Total Recall

## Anecdote
- Aaron Rochin avait rendu sa statuette (no 1928) à l'Academy of Motion Picture Arts and Sciences, car elle avait pâli. On lui en donna alors une autre, mais la statuette originale disparut. Mais en septembre 2012, elle reparaît dans un site de vente aux enchères[1],[2].